# 嘉喜門院
嘉喜門院（かきもんいん、生没年不詳）は、南北朝時代の女院・歌人。本名は近衛勝子（このえ かつこ / しょうし）ともいわれているが不詳。
南朝後村上天皇の皇后にして、長慶天皇の生母と推定されるが、加えて後亀山天皇の生母でもあるか。正平23年（1368年）の後村上天皇崩御の後、女院号宣下を受け、間もなく落飾した。近世の南朝系図によって、関白近衛経忠の女で、名は勝子（かつこ／しょうし）とされることが多いが、それを裏付ける史料はない。ただ、関白二条師基の猶子となったことはほぼ確実である。琴の名手と伝えられる。三位局とも。

## 歌人として

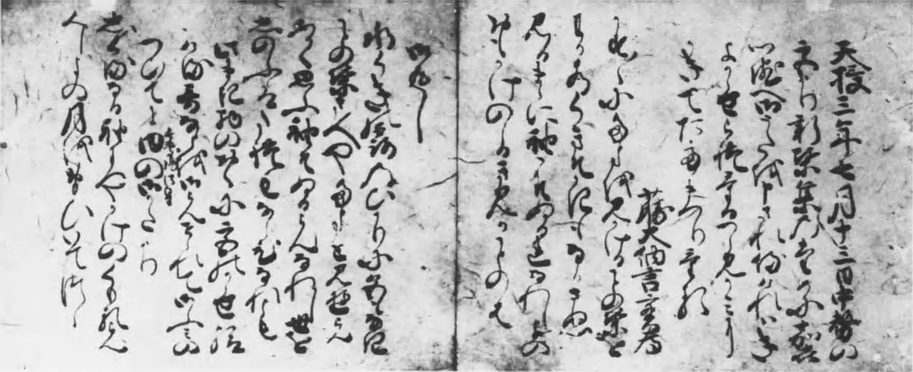
嘉喜門院集袖書（尊経閣文庫蔵）

嘉喜門院の作は『嘉喜門院集』・『新葉和歌集』に見ることができる。歌風はオーソドックスな二条派で、南朝の衰運を反映し、哀愁を帯びたものが多い。嘉喜門院は様々な人物と贈答歌を交わしており、『嘉喜門院集』からは、本人17首および長慶天皇4首と新宣陽門院1首の計22首が『新葉和歌集』に採録されている。

### 嘉喜門院集
『嘉喜門院集』は嘉喜門院の私家集であり、天授3年/永和3年（1377年）7月13日に宗良親王が『新葉和歌集』を撰集する際の資料として、嘉喜門院の詠歌を求めたところ、女院がこれに応えて編纂したものである。阿野実為によって清書され、宗良親王へ提出された。親王は『嘉喜門院集』を再三閲覧した上でこれに加点を施し、読後の感想を消息文に認めているが、それによれば、天授3年の七夕に亡き後村上天皇を偲んで詠んだ長慶天皇との贈答歌が特に秀逸であると賞賛している。
家集の内容は、大きく分けて三部で構成されている。最初の部分は袖書と呼ばれ、上記に述べた当家集の成立事情と、女院と実為の贈答歌各2首、そして「内の御方」（長慶天皇）の御製2首が記載されている。その次は家集の本文であり、所収歌は全102首を数えるが、うち14組の贈答歌が含まれるため、女院本人の歌は88首、他人の歌が14首収録されていることになる。以上が宗良親王に提出された部分と推定され、本文の後には親王による消息文1篇と「詠三十首和歌」と呼ばれる30首が添えられている。この30首はかつて、女院が手本とするために収集した他人の作品とみられていたが、歌風や技法の検討からは本人の作とする説が有力である。
写本は、冷泉為尹の書写に係ると推定される尊経閣文庫本が唯一の古写本として貴重である。また、流布本には袖書を省略しているものが多い。
翻刻されたテキストは、『群書類従271』・『婦人文庫歌集』・『校註国歌大系14』・『私家集大成7』・『新編国歌大観7』などに収録されている。

## 系譜

### 出自
嘉喜門院の父をめぐっては近世以来議論があるが、これらを整理すれば、A.近衛経忠、B.二条師基、C.一条経通、D.阿野実為の4説に分かれる。
このうちA・B・C説が生じた背景には、新葉和歌集作者の「福恩寺前関白内大臣」（以下「福恩寺関白」と略す）との深い関わりがある。なぜなら、同集に収められた「福恩寺関白」の詠歌からこの人物が嘉喜門院の近親と推定されるため、「福恩寺関白とは誰か」をめぐる議論はそのまま嘉喜門院の出自の問題に直結すると考えられたからである。つまり、「福恩寺関白」の候補は、関白になれる五摂家のうち、南朝に仕えた近衛家・二条家・一条家の三家の人物に絞られるので、嘉喜門院の父についても同様にA（近衛経忠）・B（二条師基）・C（一条経通）の3説が唱えられるようになった。各説の比定と女院との続柄についてまとめたものが下記の表である。
| 摂関家 | 「福恩寺前関白内大臣」 （嘉喜門院との続柄） | 嘉喜門院の父 | 主な論者     |
| ------ | ------------------------------------------- | ------------ | ------------ |
| 近衛家 | 近衛経家（兄または弟）                      | A.近衛経忠   | 谷森善臣ほか |
| 二条家 | 二条師基（父）か教基                        | B.二条師基   | 八代国治ほか |
| 一条家 | 一条内嗣（弟）                              | C.一条経通   | 芝葛盛       |

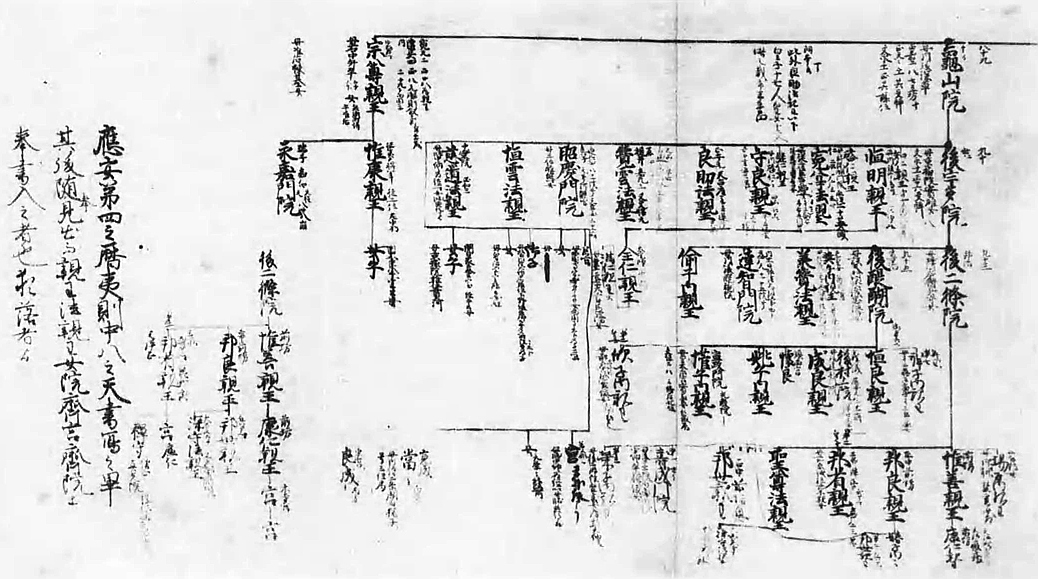
醍醐寺本帝系図（国立歴史民俗博物館蔵）

明治時代までの通説は近衛家のA説であり、『桜雲記』『南方紀伝』以来の史書や南朝正統論を支持する国学者の間で広く行われていた。しかし、大正時代に八代国治はA説が根本史料を欠く点を指摘し、新たに二条家のB説を主張する。具体的には、醍醐寺本『帝系図』が長慶天皇の母を「内侍、二条関白猶子、号三位局」と注していること、『満済准后日記』永享3年10月28日条から後村上天皇の女御であった「女院」が二条師基の女と考えられることを根拠に挙げ、嘉喜門院を師基の猶子と推定した。一方、八代の学友であった芝葛盛は一条家のC説を掲げて反論。これは江戸時代の榊原忠次（『新葉集作者部類』）の説を継承したものだが、明らかな年代の錯誤があるために支持が広がることはなかった。結局、史料に裏付けられた八代の実証的な研究成果が高く評価され、今日までB説が通説として受け容れられている。
もっとも実父が誰かをめぐる当初の問題は依然解決していない。八代は、「人王百代具名記」（『常福寺文書』日本書紀私鈔）の注を根拠に、師基の室である清水谷家の出身と考えたが、同記は錯誤があるため、注をそのまま信用するのは危険である。しかるに戦後、村田正志は、新出の吹上本『帝王系図』巻末付紙に後亀山天皇の母が「阿野実為卿女」と見えることを挙げ、この女が師基の猶子になった嘉喜門院と同一人である可能性を指摘し、新たにD説を展開した。嘉喜門院と実為が親しい間柄であったことは『嘉喜門院集』の成立事情から窺えるので、D説は今なお大きな説得力をもって迎えられているものの、一方、実為と後亀山とを祖父・孫の関係と見なすことは世代的に無理があるとして、系図の信憑性を疑問視する向きも少なくなく（村井章介など）、D説が確立した通説とは一概に言い切れないのが現状である。

### 子女
後村上天皇の皇子女のうち、南朝系図で嘉喜門院の所生とされるのは、長慶（寛成親王）・後亀山（熙成親王）の他、泰成親王・良子内親王である。
嘉喜門院を天皇の生母とする説は、『嘉喜門院集』『新葉和歌集』に収録された和歌・詞書の解釈に拠るところが大きい。すなわち、嘉喜門院と当時の今上天皇（『嘉喜門院集』の「内の御方」、『新葉和歌集』の「御製」）とが睦まじくしばしば贈答歌を交わしていることから、両者は母子関係であろうと推定されたのである。近世から明治に至って、両歌集の今上天皇は後亀山であるとの見解が支配的だったため、この時期に書かれた系図や史書は全て、嘉喜門院を後亀山の生母としていた。
一方、長慶・後亀山両天皇が同腹であったか否かについては、これを裏付ける確証がないことから否定的な見方が多かった中で、塙保己一のように早くから同母兄弟説を主張する者もいた。明治時代に入って長慶の在位に関する実証的研究が進むと、両歌集の今上天皇は後亀山ではなく、長慶であるとの説が有力となり、それを受けて嘉喜門院を長慶の生母とする新説を載せた系図や史書が流布した。この際、旧来説との混同を避けられず、確証もないままなし崩し的に、両天皇とも嘉喜門院所生の同母兄弟とすることが通説化したらしい。『嘉喜門院集』には東宮時代の後亀山との贈答歌も見えるが、これのみで母子関係を断じることは困難である。
なお、先述の『満済准后日記』の記事からは、後亀山の東宮（皇太弟）である護聖院宮（惟成親王か）も嘉喜門院の所生であったと推定されている。

## 関連項目

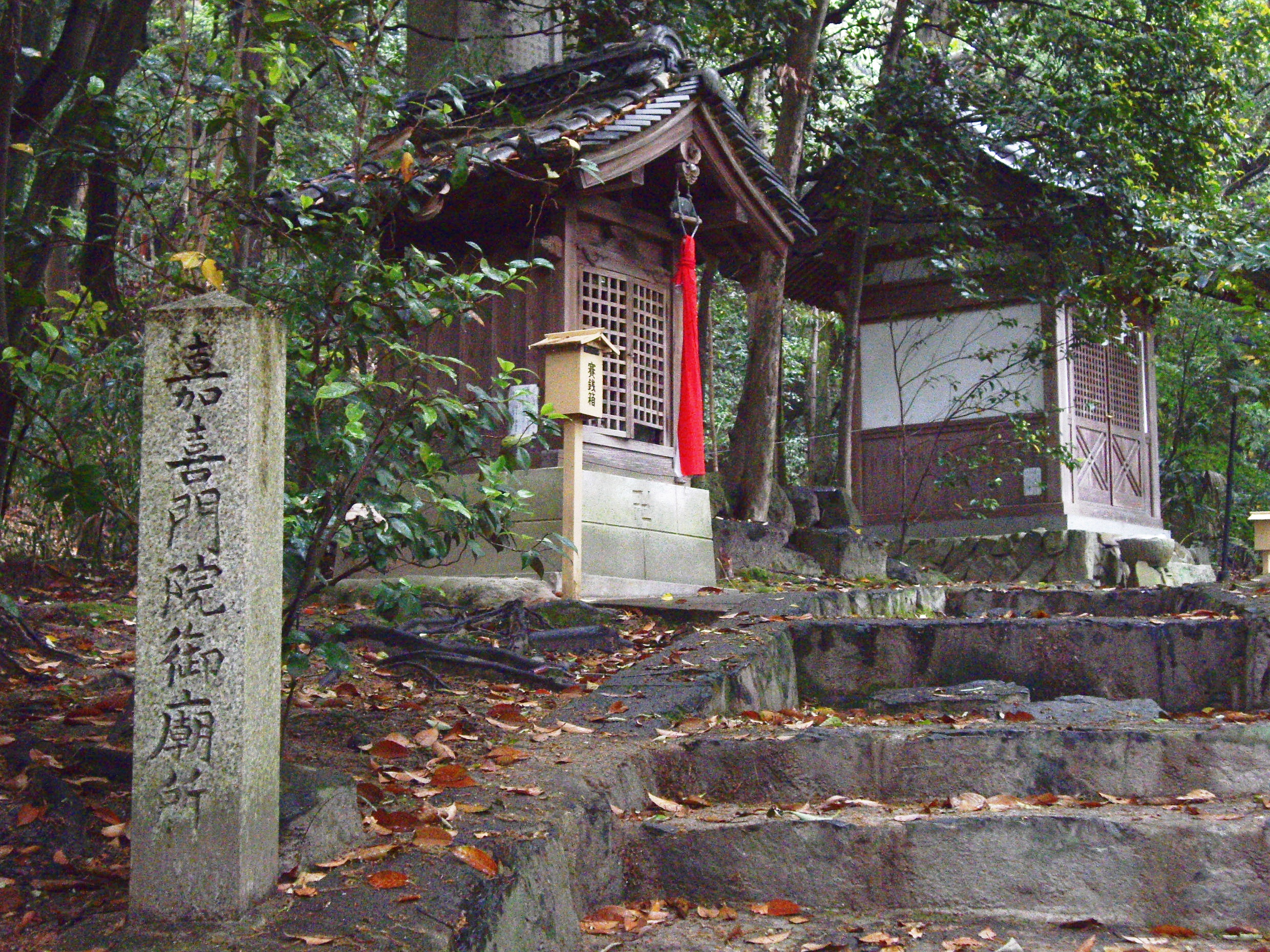
嘉喜門院御廟所（右奥）